# Applinella
Applinella es un género de foraminífero planctónico considerado un sinónimo posterior de Aragonella de la familia Hantkeninidae, de la superfamilia Hantkeninoidea, del suborden Globigerinina y del orden Globigerinida. Su especie tipo es Hantkenina dumblei. Su rango cronoestratigráfico abarcaba el Luteciense (Eoceno medio).

## Descripción
Su descripción podría coincidir con la del género Aragonella, ya que Applinella ha sido considerado un sinónimo subjetivo posterior. La principal diferencia entre ambos géneros es que, en Applinella, las tubuloespinas digitadas parten desde la parte anterior de cada cámara, restringiendo el concepto taxonómico de Aragonella a solo las que parten desde la parte media de cada cámara.

## Discusión
Applinella fue propuesto como un subgénero de Hantkenina, es decir, Hantkenina (Applinella). Algunos autores han considerado Applinella un sinónimo subjetivo posterior de Hantkenina.

## Paleoecología
Applinella, como Aragonella, incluía especies con un modo de vida planctónico, de distribución latitudinal tropical a templada, y habitantes pelágicos de aguas profundas (medio mesopelágico inferior a batipelágico superior).

## Clasificación
Applinella incluía a las siguientes especies:
- Applinella dumblei †
- Applinella trinitatensis †